# Agnes Flöel
Agnes Flöel (* 1973) ist eine Neurologin und Hochschullehrerin an der Universität Greifswald.

## Werdegang
Flöel studierte und promovierte in Medizin an der Universität Hannover. Sie habilitierte sich 2008 in Neurologie an der Klinik für Allgemeine Neurologie des Universitätsklinikums Münster. Von 2009 bis 2013 war sie Professorin für Pathophysiology of Cerebrovascular Diseases an der Klinik für Neurologie der Charité. Von 2013 bis 2017 war sie Professorin für Kognitive Neurologie am NeuroCure Clinical Research Center (NCRC) der Charité.
Seit 2017 ist Flöel Professorin für Neurologie an der Universitätsmedizin Greifswald.

## Forschung
Flöels Forschungsschwerpunkt ist die neuronale Plastizität vor allem im alternden Gehirn bzw. nach einem Schlaganfall oder bei einer vaskulären Demenz- oder Alzheimer-Erkrankung.
Sie beschäftigt sich mit Therapiemöglichkeiten wie der medikamentiv-unterstützten Lernförderung, elektrischer Hirnstimulation und Änderungen des Lebensstils, sowie dem Einfluss von Ernährung auf die Gedächtnisbildung. So konnte sie eine Steigerung der Lernleistung nach high-impact Sprints, nach der Gabe von Levodopa und nach noninvasiver Gehirnstimulation zeigen.

## Auszeichnungen
- 2012 Heinrich Pette Preis der Deutschen Gesellschaft für Neurologie[4]
- 2010 Damper Preis für Präventions- und Rehabilitationsforschung[5]
- 2007–2009 Mitglied des Jungen Kollegs der Nordrhein-Westfälischen Akademie der Wissenschaft und der Künste[6]
- 2006–2007 Lise Meitner Habilitationsstipendium von Nordrhein-Westfalen
- 2003 Fellowship Award des National Institutes of Health